# 第二次世界大战期间的匈牙利

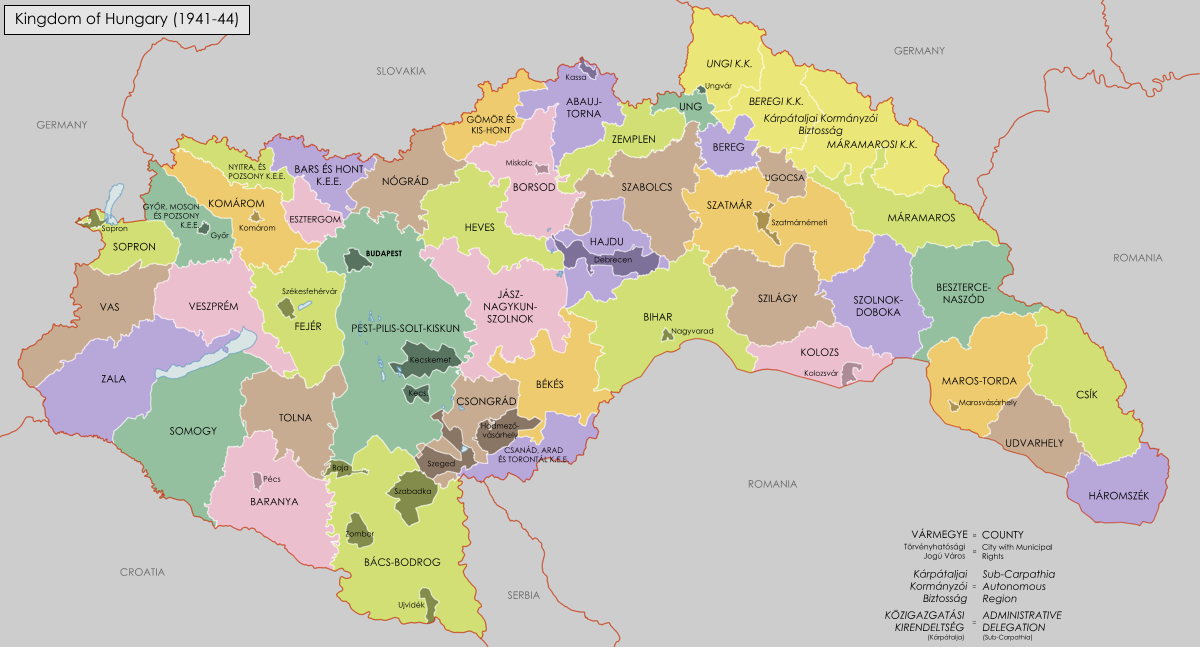
1941年至1944年的匈牙利王國

在第二次世界大战期间，匈牙利王国作为轴心国成员之一，经历了复杂的政治和军事变迁。匈牙利在战争中的角色和后果不仅对国家命运产生了深远影响，也对数百万人的生活造成了巨大冲击。

## 经济和政治背景
在1930年代，匈牙利王国面临着大萧条的经济困境，为了摆脱困境，匈牙利通过增加与意大利王国和德意志国的贸易往来，寻求经济复苏。随着德意志国在欧洲的势力逐渐扩大，匈牙利的政治立场也开始向德意志国倾斜，逐渐采取了类似于德国的民族主义政策。1938年，匈牙利国内的政治和外交政策变得更加民族主义，旨在通过外交和军事手段，将匈牙利失去的民族地区重新纳入版图。匈牙利对周边国家领土的渴望，尤其是对曾在《特里亚农条约》中失去的领土的诉求，使其与德国的关系日益密切。

## 加入轴心国及早期军事行动
在1940年，匈牙利正式加入轴心国，成为德意志国、意大利王国及日本帝国的盟友之一。作为轴心国的一员，匈牙利参与了1941年德军对南斯拉夫和苏联的入侵。匈牙利军队在这些行动中扮演了辅助角色，派遣部队参与了对南斯拉夫的攻占和对苏联的军事行动。在东线战场上，匈牙利军队与德军并肩作战，但在面对苏联的反攻时，匈牙利军队遭受了严重的伤亡和挫败，逐渐意识到战争前景的暗淡。

## 外交挣扎与德军占领
在与苏联进行激烈战争的同时，匈牙利的领导层开始意识到轴心国可能最终失败的局面，因此秘密地与美国和英国进行了停战谈判，希望在盟军的帮助下摆脱与德军的盟约。1944年3月，希特勒发现了匈牙利的秘密谈判，为防止匈牙利背离轴心国阵营，德国迅速发动了“玛格丽塔行动”，占领匈牙利，解除其政治独立。德国军队的占领导致匈牙利成为战场的一部分，局势更加恶化。

## 霍尔蒂摄政的倒台与新政府的建立
面对苏联红军的推进，匈牙利摄政霍尔蒂试图与苏联签订停战协定，结束战争，避免国家进一步毁灭。然而，德国突击队绑架了霍尔蒂的儿子作为人质，迫使霍尔蒂撤销停战声明，并辞去摄政职务。在德军的压力下，匈牙利法西斯领袖萨拉希·费伦茨上台，建立了一个极右翼的亲德政府，继续与苏联作战。萨拉希政府不仅延续了战争，还实施了更为严苛的国内压迫政策，进一步加剧了匈牙利的动荡。

## 战争的代价与人道灾难
战争对匈牙利造成了巨大的损失，约有30万名匈牙利士兵和超过60万名平民在战争中丧生，包括约40万犹太人和2万8千名罗姆人。匈牙利的城市和基础设施遭到严重破坏，尤其是首都布达佩斯，在激烈的战斗中变为废墟。在战争初期，匈牙利的犹太人虽未大规模被驱逐到纳粹集中营，但遭受了系列反犹太法律的压迫，这些法律限制了犹太人在社会和经济生活中的参与权。1944年，德国占领匈牙利后，开始大规模驱逐犹太人到包括奥斯威辛在内的集中营。在不到一年的时间里，大量犹太人被杀害，匈牙利的犹太人口迅速减少。到战争结束时，匈牙利的犹太人死亡人数估计在10至25万人之间，而罗姆人死亡人数约为2万8千人。

## 战争结束与战后影响
1945年，随着苏联红军的推进，匈牙利与德军的联合防线被彻底击溃。匈牙利被苏联占领，并于同年投降，结束了其在二战中的军事行动。战后，匈牙利的版图被恢复到1938年的边界，失去了在战争中短暂获得的领土。国家在战后面临重建的艰难任务，不仅要应对战争带来的经济崩溃和城市破坏，还要面对战争遗留下来的社会创伤，包括大规模的战后赔偿和对失去亲人的哀悼。
二战对匈牙利的政治、经济和社会结构产生了深远的影响。战后，匈牙利逐渐陷入苏联的影响范围内，成为东欧社会主义阵营的一部分。战争的残酷和轴心国联盟的失败，使匈牙利的历史走向了新的方向，经历了从战时独裁到战后社会主义的剧烈转变。这段历史不仅反映了匈牙利在二战期间的复杂处境，也凸显了战争对国家和人民的深远影响。